# ブリャンスク
ブリャンスク（ロシア語：Брянск）は、ロシアの都市で、ブリャンスク州の州都。人口は約37万人（2021年時点）。

## 地理

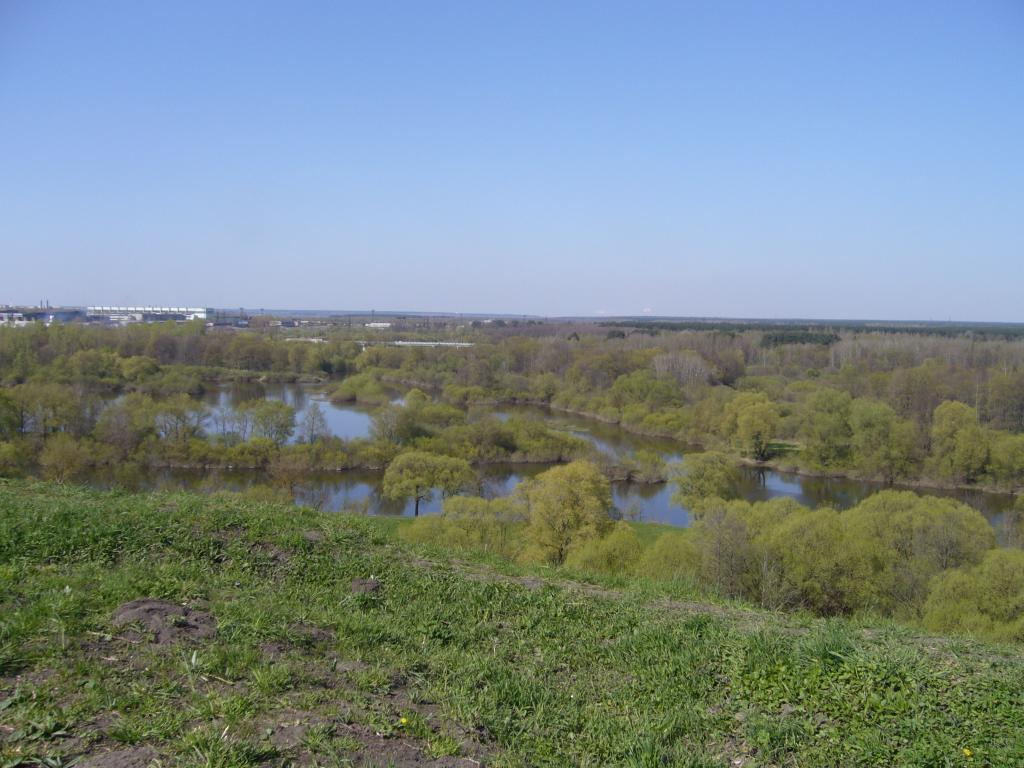
ボルバ川とデスナ川の合流地点

モスクワから約380キロメートル南西に位置しており、西にはベラルーシとの国境が、南にはウクライナとの国境がある。市の北部のベジツァ区で、ドニエプル川の支流デスナ川にボルバ川が合流する。
交通の要所であり、鉄道・道路がベラルーシのホメリやウクライナのショストカを結んでいる。
工業が盛んで、金属工業・機械工業の大工場が林立する。

## 歴史
10世紀ごろからデスナ川右岸に要塞が築かれていたとみられるが、ブリャンスクが史料上（原初年代記のイパチー写本）で最初に確認されたのは1146年であり、「溝」「低地」などを意味する「ディブリャンスク」（Дъбряньск, Дьбряньск）と当時は呼ばれていた。
チェルニゴフ公国の最北の街であったが、1237年から1240年に起こったモンゴル帝国のルーシ侵入を受けた。都のチェルニゴフ（チェルニーヒウ）を焼かれたチェルニゴフ公はブリャンスクへ遷ったが、1310年にもモンゴルの侵入を受け、以後スモレンスク公国の軍門に下った。1356年よりリトアニア大公国のアルギルダス大公が相続により獲得しリトアニア領となったが、リトアニアやロシアの諸公による争奪を何度も経験した。

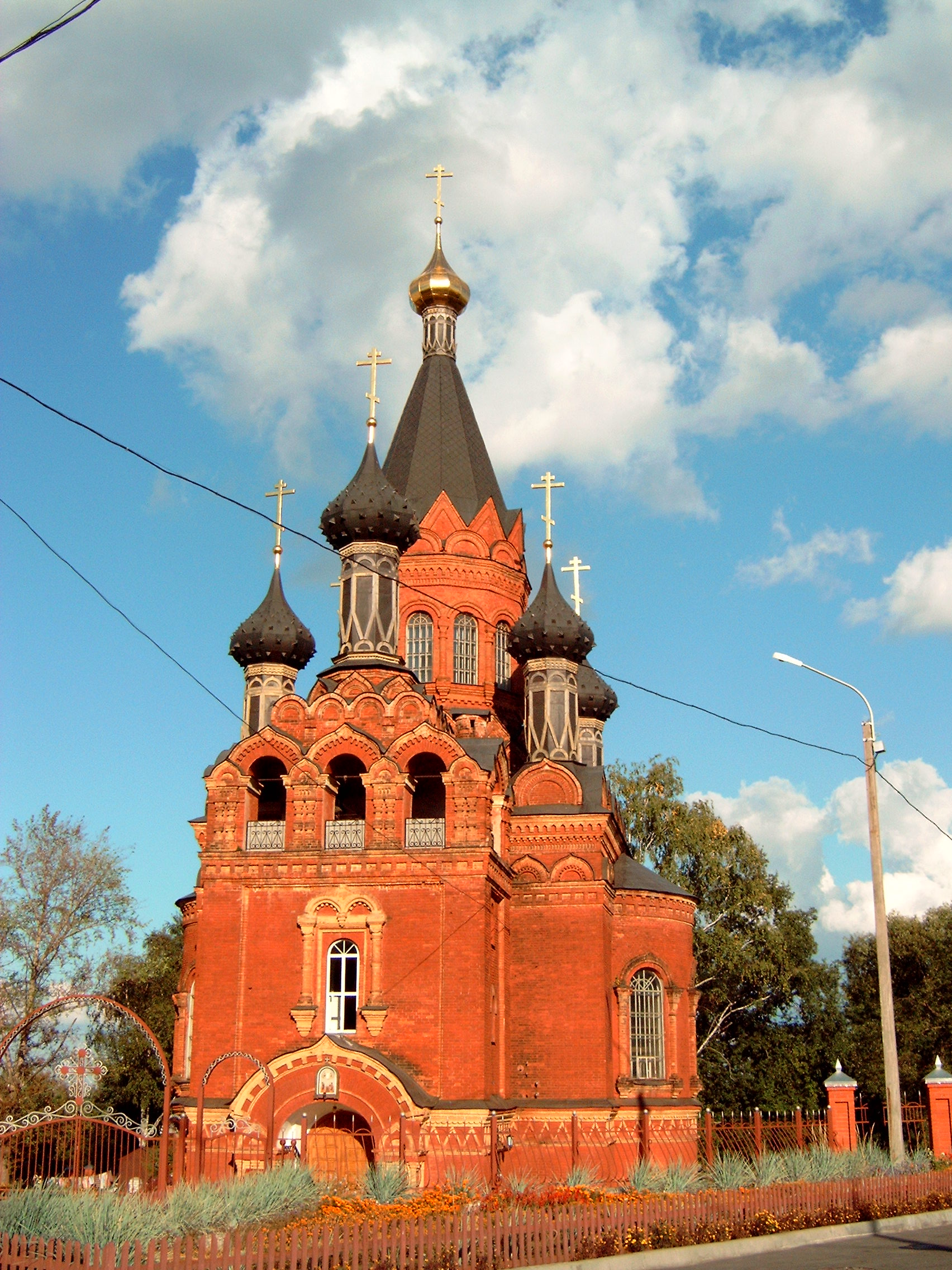
ブリャンスクの聖堂

1503年にヴェドロシャの戦いに勝ったモスクワ大公国がブリャンスクを征服し、その支配はロシア・ツァーリ国、ロシア帝国へと受け継がれた。ブリャンスクは17世紀初頭の大動乱の時代、要塞として重要な役割を果たした。ピョートル1世の時代にキエフ県に編入されたが、エカチェリーナ2世の時代の1779年にオリョール県に編入され、市となり紋章を与えられた。
17世紀から18世紀にかけて、ブリャンスクは交通の要所に位置していたことから、交易拠点として発展が進んだ。近郊のデスナ川沿いに建つスヴェンスキー修道院ではスヴェンスカヤの市が毎年開かれており、ロシア西部でも最大の定期市として知られるようになった。地下資源に恵まれていたこともあり、1783年にはロシア海軍の大砲と弾薬の生産拠点が置かれ、この地方の交易の中心から冶金工業と繊維業の町へと飛躍を遂げる。19世紀には本格的な工業化が進み、蒸気機関車・客車の生産などが盛んであった。1917年の時点で人口は3万人を超えた。
1918年、ベラルーシ人民共和国がブリャンスクの領有を宣言したが、1919年にボリシェヴィキにより占領された。第二次世界大戦ではドイツ軍に1941年10月6日に占領され、ドイツ軍とソ連軍の激戦地となり建物などは完全に破壊された。ブリャンスク周辺では6万人以上のロシア人がパルチザンとして活動し、ドイツ軍を苦しめた。1943年9月17日に赤軍がブリャンスクを解放し、1944年には新設されたブリャンスク州の州都となった。
1986年のチェルノブイリ原子力発電所事故では、発電所からほど近いブリャンスクも少なからぬ影響を受けた。
2024年12月、ウクライナのドローンによる攻撃で、郊外のパイプライン輸送施設が被害を受けた。

## 経済・交通

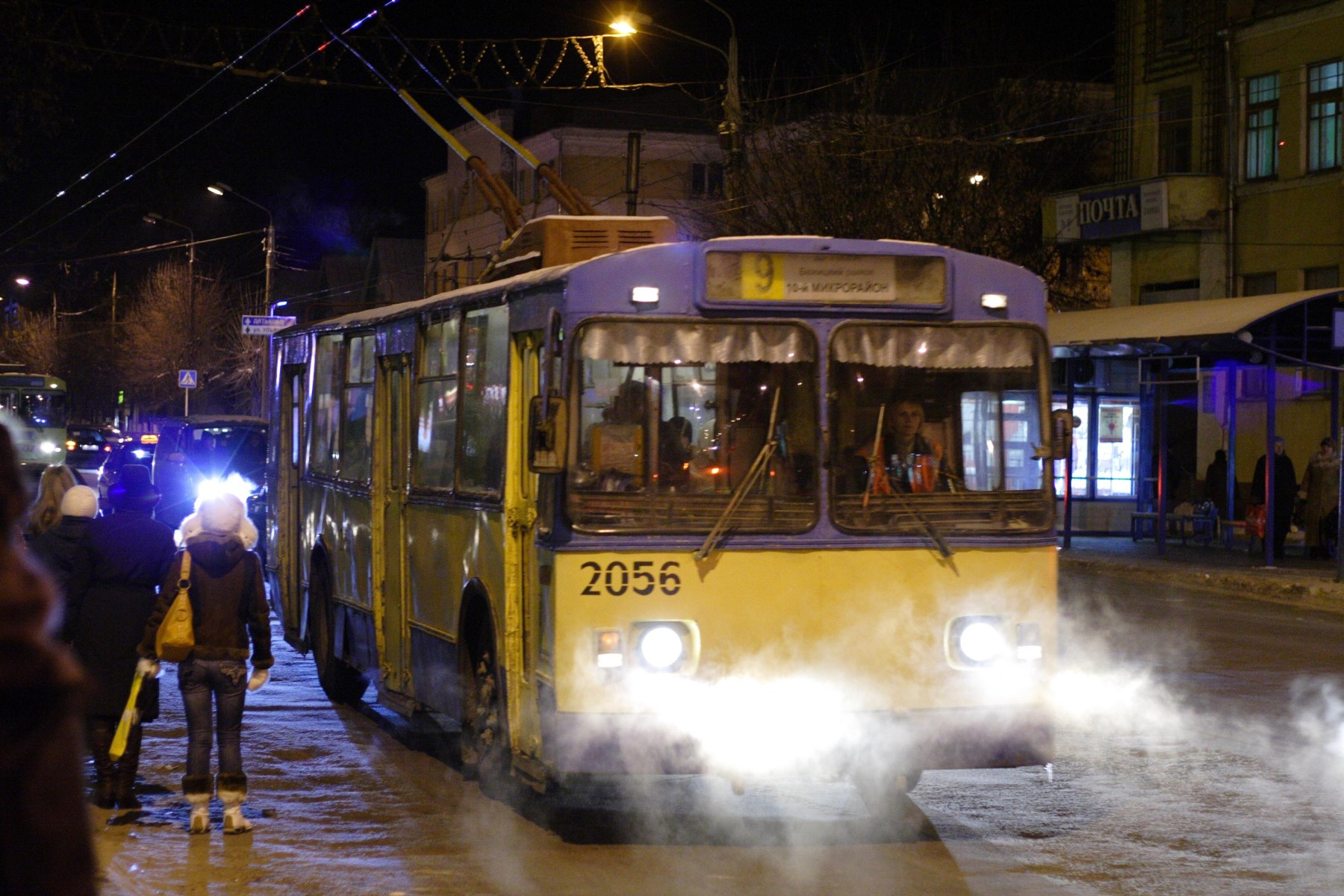
ブリャンスクのトロリーバス

今日のブリャンスクは鉄鋼業・金属工業の中心地であり大工場が多数立地する。列車・貨車・機関車などは重要な生産品である。
ブリャンスクには2つの大学があり、劇場などをもつブリャンスク州の文化・教育の中心でもある。
市内にはトロリーバスが走っている。

## 周辺
- ベジツァ - 市の北部の工業地区、1956年にブリャンスクに併合されて区となった。
- フォーキノ (ブリャンスク州) - 北へ16キロメートルの場所にある都市。
- セリツォ - 南東22キロメートルの場所にある都市。

## 姉妹都市
- オリョール、ロシア
- セヴェロドヴィンスク、ロシア
- ホメリ、ベラルーシ
- チェルニーヒウ、ウクライナ
- en:Konin、ポーランド
- カルロヴォ、ブルガリア
- ドゥプニツァ、ブルガリア
- en:Naujoji Akmenė、リトアニア
- en:Auce municipality、ラトビア
- ジェール、ハンガリー
- オムスク、ロシア
- マヒリョウ、ベラルーシ
- イジェフスク、ロシア

## 主な出身者
- ナウム・ガボ - 構成主義の彫刻家
- ヴィクトル・アファナシェフ - 宇宙飛行士
- ヴィタリー・ミナコフ - 総合格闘家
- スベトラーナ・クリベリョワ - 陸上競技選手
- ガリーナ・マルチュギナ - 陸上競技選手
- マクシム・ルプツォフ - フルート奏者